# Tomás Paquete
Tomás Paquete (8 de setembro de 1923 – 25 de maio de 2009) foi um velocista português. Ele competiu nos 100 metros masculinos nos Jogos Olímpicos de Verão de 1952.